# Vilhoveț, Peremîșleanî
Vilhoveț (în ucraineană Вільховець) este un sat în comuna Suhodil din raionul Peremîșleanî, regiunea Liov, Ucraina.

## Demografie
Componența lingvistică a localității Vilhoveț
     Ucraineană (99,7%)
     Alte limbi (0,3%)
Conform recensământului din 2001, majoritatea populației localității Vilhoveț era vorbitoare de ucraineană (99,7%), existând în minoritate și vorbitori de alte limbi.